# 건흥 (후연)
건흥(建興)은 중국 후연(後燕) 성무제(成武帝)의 연호이다. 386년 2월에서 396년 4월까지 11년 3개월 동안 사용하였다.
같은 시기에 사용된 다른 연호로는 동진(東晉)에서 사용한 태원(太元 : 376년 ~ 396년), 전진(前秦)에서 사용한 태안(太安 : 385년 ~ 386년), 태초(太初 : 386년 ~ 394년), 연초(延初 : 394년), 후진(後秦)에서 사용한 백작(白雀 : 384년 ~ 386년), 건초(建初 : 386년 ~ 394년), 황초(皇初 : 394년 ~ 399년), 서진(西秦)에서 사용한 건의(建義 : 385년 ~ 388년), 태초(太初 : 388년 ~ 400년), 후량(後凉)에서 사용한 태안(太安 : 386년 ~ 389년), 인가(麟嘉 : 389년 ~ 396년), 서연(西燕)에서 사용한 창평(昌平 : 386년), 건명(建明 : 386년), 건평(建平 : 386년), 건무(建武 : 386년), 중흥(中興 : 386년 ~ 394년), 적위(翟魏)에서 사용한 건광(建光 : 388년 ~ 391년), 정정(定鼎 : 391년 ~ 392년), 북위(北魏)에서 사용한 등국(登國 : 386년 ~ 396년)이 있다. 중국 이외의 다른 국가에서 사용한 연호로는 고구려(高句麗)에서 사용한 영락(永樂 : 391년 ~ 412년)이 있다.

## 개원
연원(燕元) 3년 2월 1일(386년 3월 17일)에 연호를 건흥(建興)으로 개원함.

## 연대대조표
| 건흥                | 원년                                                                            | 2년        | 3년                 | 4년                 | 5년        | 6년                 | 7년        | 8년        | 9년                 | 0년        |
| 서력                | 386년                                                                           | 387년      | 388년               | 389년               | 390년      | 391년               | 392년      | 393년      | 394년               | 395년      |
| 육십간지 (六十干支) | 병술(丙戌)                                                                      | 정해(丁亥) | 무자(戊子)          | 기축(己丑)          | 경인(庚寅) | 신묘(辛卯)          | 임진(壬辰) | 계사(癸巳) | 갑오(甲午)          | 을미(乙未) |
| 동진 (東晉)         | 태원(太元) 11년                                                                 | 12년       | 13년                | 14년                | 15년       | 16년                | 17년       | 18년       | 19년                | 20년       |
| 전진 (前秦)         | 태안(太安) 2년 태초(太初) 원년                                                  | 2년        | 3년                 | 4년                 | 5년        | 6년                 | 7년        | 8년        | 9년 연초(延初) 원년 | -          |
| 후진 (後秦)         | 백작(白雀) 3년 건초(建初) 원년                                                  | 2년        | 3년                 | 4년                 | 5년        | 6년                 | 7년        | 8년        | 9년 황초(皇初) 원년 | 2년        |
| 서진 (西秦)         | 건의(建義) 2년                                                                  | 3년        | 4년 태초(太初) 원년 | 2년                 | 3년        | 4년                 | 5년        | 6년        | 7년                 | 8년        |
| 후량 (後凉)         | 태안(太安) 원년                                                                 | 2년        | 3년                 | 4년 인가(麟嘉) 원년 | 2년        | 3년                 | 4년        | 5년        | 6년                 | 7년        |
| 서연 (西燕)         | 창평(昌平) 원년 건명(建明) 원년 건평(建平) 원년 건무(建武) 원년 중흥(中興) 원년 | 2년        | 3년                 | 4년                 | 5년        | 6년                 | 7년        | 8년        | 9년                 | -          |
| 적위 (翟魏)         | -                                                                               | -          | 건광(建光) 원년     | 2년                 | 3년        | 4년 정정(定鼎) 원년 | 2년        | -          | -                   | -          |
| 북위 (北魏)         | 등국(登國) 원년                                                                 | 2년        | 3년                 | 4년                 | 5년        | 6년                 | 7년        | 8년        | 9년                 | 10년       |
| 고구려 (高句麗)     | -                                                                               | -          | -                   | -                   | -          | 영락(永樂) 원년     | 2년        | 3년        | 4년                 | 5년        |
| 건흥                | 11년                                                                            |            |                     |                     |            |                     |            |            |                     |            |
| 서력                | 396년                                                                           |            |                     |                     |            |                     |            |            |                     |            |
| 육십간지 (六十干支) | 병신(丙申)                                                                      |            |                     |                     |            |                     |            |            |                     |            |
| 동진 (東晉)         | 21년                                                                            |            |                     |                     |            |                     |            |            |                     |            |
| 후진 (後秦)         | 3년                                                                             |            |                     |                     |            |                     |            |            |                     |            |
| 서진 (西秦)         | 9년                                                                             |            |                     |                     |            |                     |            |            |                     |            |
| 후량 (後凉)         | 8년                                                                             |            |                     |                     |            |                     |            |            |                     |            |
| 북위 (北魏)         | 11년                                                                            |            |                     |                     |            |                     |            |            |                     |            |
| 고구려 (高句麗)     | 6년                                                                             |            |                     |                     |            |                     |            |            |                     |            |

## 같이 보기
- 다른 왕조의 같은 연호
  - 촉한(蜀漢) 건흥(223년 ~ 237년)
  - 손오(孫吳) 건흥(252년 ~ 253년)
  - 서진(西晉) 건흥(313년 ~ 317년)
  - 성한(成漢) 건흥(304년 ~ 306년)
  - 전량(前凉) 건흥(313년 ~ 361년)

- 중국의 연호